# Abdulla Yaser
Abdulla Abdo Omar Yasser (27 de março de 1988) é um futebolista profissional bareinita que atua como defensor.

## Carreira
Abdulla Yaser representou a Seleção Bareinita de Futebol na Copa da Ásia de 2015.